# Морський шлях

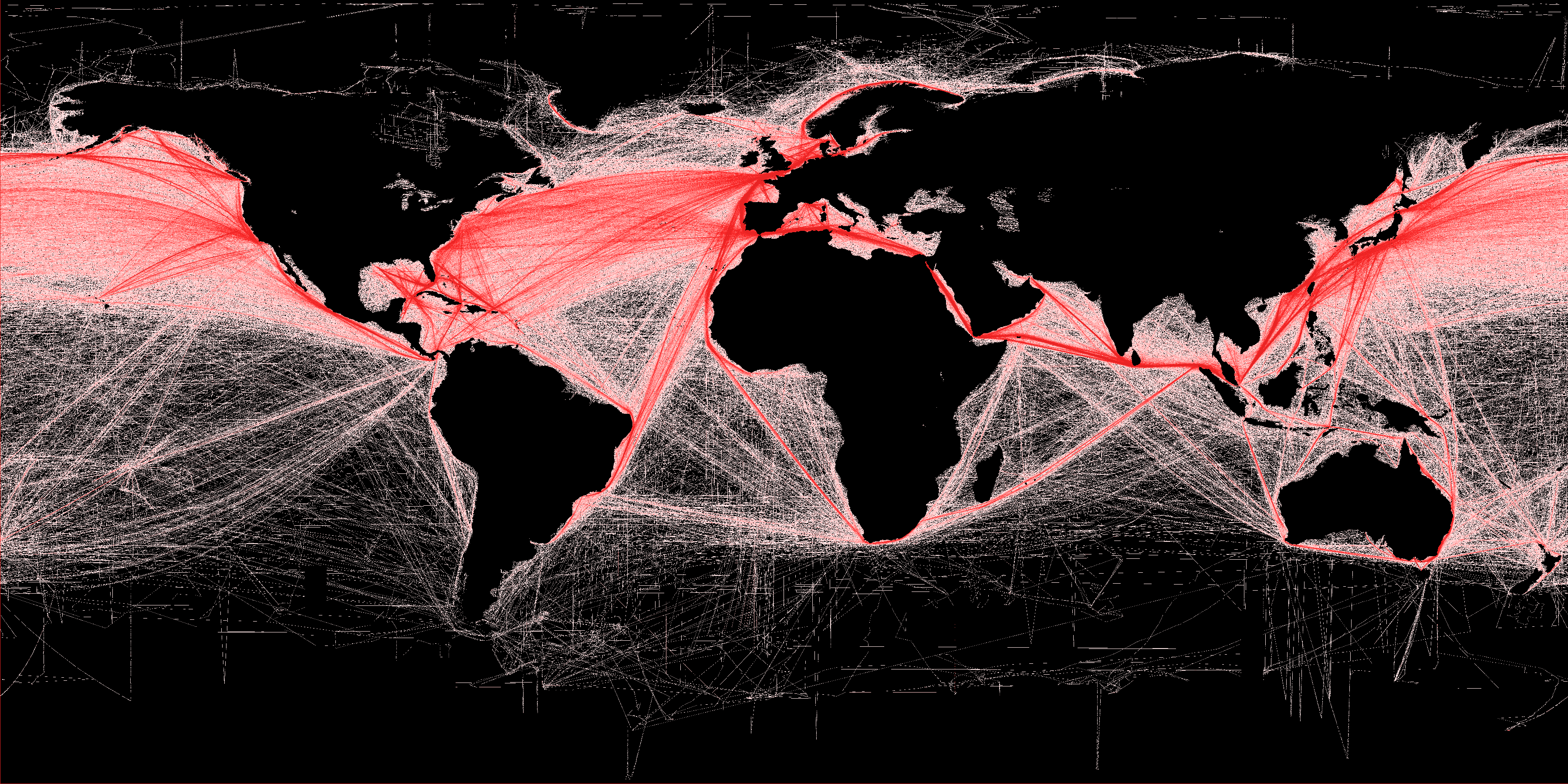
Мапа судноплавних маршрутів ілюструє сучасну щільність комерційного судноплавства у Світовому океані.

Морський шлях, морський маршрут або судноплавний маршрут — це регулярно використовуваний судноплавний маршрут для великих, водних плавучих засобів (суден) на широких водних шляхах, таких як океани та великі озера, і бажано безпечним, прямим та економічним. В епоху вітрил вони визначалися не тільки розподілом суші, але й переважаючими вітрами, відкриття яких було вирішальним для успіху тривалих морських подорожей. Морські шляхи дуже важливі для морської торгівлі.

## Історія

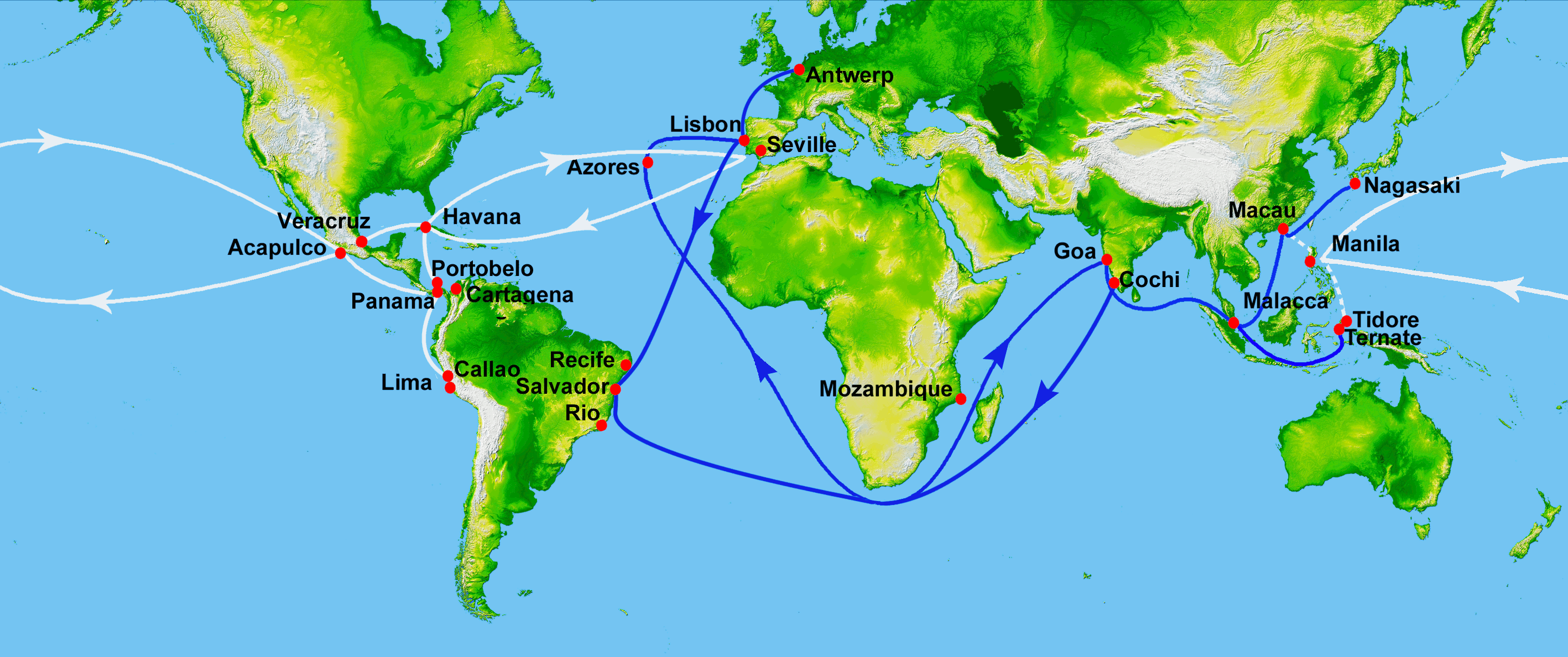
16 століття та нинішні торгові шляхи є жертвами піратства та каперства.

На створення північноатлантичних морських шляхів спонукало затоплення американського поштового пароплава SS Arctic в результаті зіткнення з французьким пароплавом SS Vesta в жовтні 1854 року, що призвело до втрати понад 300 життів. Лейтенант М. Ф. Морі з ВМС США вперше опублікував розділ під назвою «Парові шляхи через Атлантику» у своїх вітрильних напрямках 1855 року, пропонуючи морські шляхи вздовж 42 градусної широти. Ряд міжнародних конференцій і комітетів було проведено в 1866, 1872, 1887, 1889 і 1891 роках, всі з яких залишили призначення морських шляхів головним трансатлантичним пароплавним компаніям того часу; Cunard, White Star, Inman, National Line і Guion Lines. У 1913–1914 рр. Міжнародна конвенція з охорони людського життя на морі, що відбулася в Лондоні, знову підтвердила, що вибір маршрутів через Атлантику в обох напрямках покладається на відповідальність пароплавних компаній.

## Переваги
Хоча більшість кораблів більше не використовують вітрила (замінивши їх на двигуни), вітер все ще створює хвилі, і це може викликати крен. Тому слідування за загальним напрямком пасатів і західних вітрів все ще дуже корисно. Однак для будь-якого судна, яке не займається торгівлею або має меншу довжину, краще уникати морський маршрутів. Це пов’язано не тільки з тим, що незначна ймовірність зіткнення з великим кораблем, яке може легко спричинити затоплення меншого корабля, але й тому, що великі судна набагато менш маневрені, ніж менші кораблі, і потребують значно більшої глибини. Таким чином, менші кораблі можуть легко брати курси ближче до берега. На відміну від дорожнього руху, морський шлях немає точної «дороги», по якій має йти корабель, тому по ньому йти легко.

## Загрози від судноплавних шляхів
Судноплавні шляхи можуть становити загрозу для деяких морських суден. Маленькі човни ризикують зіткнутися з більшими суднами, якщо вони слідують судноплавними шляхами. Існують ділянки доріжок, які можуть бути неглибокими або мати якісь перешкоди (наприклад, піщані береги). Ця загроза є найбільшою при проходженні деяких звужень, наприклад, між островами в Індійському океані (наприклад, в Індонезії), а також між островами в Тихому океані (наприклад, поблизу Маркізьких островів, Таїті). Деякі судноплавні шляхи, такі як Малаккська протока поблизу Індонезії та Малайзію, а також біля вод Сомалі відвідують пірати, які діють самостійно або як капери. Судна, що проходять повз, ризикують бути атакованими і затриманими для викупу.

## Найзавантаженіші судноплавні шляхи
Найжвавіший судноплавний шлях у світі — Дуврська протока. 500-600 суден на добу перетинають вузьку протоку, і в 1999 році через протоку пройшло 1,4 мільярда тонн брутто, які перевозили 62 500 суден.